# Bogdan Zalewski
Bogdan Zalewski (* 9. April 1981 in Płock, Polen) ist ein ehemaliger polnischer Ruderer.

## Karriere
Zalewski begann mit dem Rudersport im Jahr 1997. Erste internationale Erfahrung sammelte er bei den Weltmeisterschaften der Junioren im Jahr danach, bei denen er mit dem polnischen U19-Achter Platz 10 belegte. Als 18-Jähriger konnte er bereits das erste Mal beim Ruder-Weltcup starten, er wurde als Leichtgewicht im Achter im belgischen Hazewinkel eingesetzt und gewann prompt eine Silbermedaille. Im gleichen Jahr gewann er im polnischen Nachwuchsachter der offenen Gewichtsklasse die Goldmedaille bei den Junioren-Weltmeisterschaften in Plowdiw. Nach dem Erreichen der Seniorenaltersklasse ruderte Zalewski 2000 und 2001 bei den U23-Weltmeisterschaften im Achter und gewann dabei bei der zweiten Teilnahme in Linz eine Bronzemedaille.
In der Saison 2002 konnte sich Zalewski als feste Größe des polnischen Männer-Achters etablieren. Im Olympiazyklus von Athen nahm er mehrfach am Weltcup sowie an den Weltmeisterschaften 2002 in Sevilla und 2003 in Mailand teil. Die Mannschaft erreichte bei den Titelkämpfen jeweils das B-Finale. Zu den Olympischen Sommerspielen 2004 in Athen ruderte Zalewski ebenfalls im polnischen Achter mit Mikołaj Burda, Piotr Buchalski, Rafał Hejmej, Dariusz Nowak, Wojciech Gutorski, Sebastian Kosiorek, Michał Stawowski und Steuermann Daniel Trojanowski. Die Mannschaft konnte das Finale nicht erreichen und belegte Platz 8 in der Gesamtwertung.
In den vier Jahren vor den Spielen von Peking konnte sich der polnische Achter mit Zalewski zweimal im A-Finale der Weltmeisterschaften platzieren. Bei den Weltmeisterschaften 2005 in Japan wurde Platz 5 belegt, im Folgejahr bei der Ruder-WM in Eton Platz 6. In der Saison 2007 war Zalewski bei den Weltmeisterschaften in München nicht am Start, er war aber bei den wiedereingeführten Europameisterschaften im heimischen Posen wieder in der Mannschaft. Dem polnischen Achter gelang mit dem Gewinn der Silbermedaille die erste Podestplatzierung, Zalewski gewann hier seine einzige internationale Medaille in der offenen Altersklasse. In der olympischen Saison 2008 wurde er noch zweimal beim Weltcup eingesetzt, dann aber nicht für die Olympischen Sommerspiele in Peking berücksichtigt. Er beendete daraufhin seine aktive Karriere als Ruderer.
Zalewski startete für den Verein Płockie TW. Bei einer Körperhöhe von 1,86 m betrug sein Wettkampfgewicht rund 84 kg.